# Митчеллы против машин (саундтрек)
Митчеллы против машин (оригинальный саундтрек) — музыка к фильму «Митчеллы против машин» (2021) от студии Sony Pictures Animation. Альбом, выпущенный лейблом Sony Classical Records 30 апреля 2021 года, в день премьеры мультфильма на стриминговом сервисе Netflix, включает в себя оригинальные композиции, написанные Марком Мазерсбо, и оригинальную песню «On My Way» от певицы Алекс Лейхи.

## Разработка
После выхода первого трейлера к фильму в марте 2020 года Фил Лорд, один из продюсеров фильма, объявил в своём Твиттере о том, что музыку для картины напишет Марк Мазерсбо, активно сотрудничающий с ним и Кристофером Миллером. По словам Variety, Мазерсбо утверждал, что в начале у каждого члена семьи была своя музыкальная тема. Для персонажа Рика Митчелла он создал тему, соединяющую в себе мотивы укулеле, гитары, банджо и губной гармоники, а для создания музыки персонажа Кэти он использовал деревянные духовые музыкальные инструменты, а для темы дефектных роботов был применён синтезатор, чтобы таким образом слушатели воспринимали музыку по-разному. Мазерсбо сказал: «это будто бы 100 людей сидят в комнате и ждут момента, когда можно будет начать играть. Люди дышат, их сердца бьются, в их жилах течёт кровь. Это часть музыки.».
Кир Леман был назначен музыкальным супервайзером фильма, включившим в него специфичные песни, о чём Майк Рианда сказал следующее: «если бы в сущности фильм ощущался как чей-то личный плейлист, это было бы весьма приятно. Как будто я смотрю фильмы Уэса Андерсона или Квентина Тарантино, это будто, не знаю, как насчёт песен, но я ощущал что-то в духе „Этому человеку нравятся эти песни“. Словно ты это чувствуешь. Это не просто фоновые песни, они много значат для альбома. Так что, в основном мы хотели сделать что-то подобное с нашим фильмом. И это было нелегко. Конечно, потому что иногда желанные песни заполучить сложно. Или автор не хочет их выпускать, или они не подходят к моменту, или ещё что-то.» Он работал с Леманом, поскольку у того был опыт работы с тандемом Лорда и Миллера. Рианда заявил: «Он очень крут, и он мог достать для нас все желанные песни и понять, как их использовать.»
В фильм была включена оригинальная песня «On My Way», исполненная певицей Алекс Лейхи, которая также была выпущена отдельно в формате лирик-видео 6 мая 2021 года. Лейхи описала трек как «песню о новых началах. Я реально хотела выразить желание Кэти поскорее повзрослеть и открыть новые горизонты и её чувство гордости за свою малую родину и людей, сформировавших её характер. Это эдакий призыв двигаться вперёд и узнавать что-то новое, но при этом не забывать о том, что осталось позади, — я думаю, нам всем это будет близко.»

## Список композиций
| №                   | Название                                | Длительность |
| ------------------- | --------------------------------------- | ------------ |
| 1.                  | «Columbia Opening / Apocalypse»         | 1:15         |
| 2.                  | «Katie’s Life / Good Cop Dog Cop»       | 3:17         |
| 3.                  | «Laptop Breaks / Home Movies»           | 3:43         |
| 4.                  | «Rise of the Robots»                    | 1:30         |
| 5.                  | «Robots Falling from the Sky»           | 1:25         |
| 6.                  | «Eat Laser Robots»                      | 1:15         |
| 7.                  | «Robots Capture Humans»                 | 1:36         |
| 8.                  | «On the Roof H»                         | 1:53         |
| 9.                  | «Two Dumb Robots»                       | 0:55         |
| 10.                 | «We Could Get Our Lives Back»           | 0:13         |
| 11.                 | «Katie’s Speech»                        | 1:28         |
| 12.                 | «Drive Drive!»                          | 2:07         |
| 13.                 | «Robots March on PAL»                   | 0:45         |
| 14.                 | «Foolish Human Air»                     | 0:53         |
| 15.                 | «Abandoned Mall!»                       | 1:35         |
| 16.                 | «Mall Robots Attack»                    | 1:56         |
| 17.                 | «Furbies Attack_Router Knocked Out»     | 3:29         |
| 18.                 | «Rick’s Pep Talk»                       | 2:21         |
| 19.                 | «The Stealthbots»                       | 1:21         |
| 20.                 | «Katie and Linda»                       | 1:56         |
| 21.                 | «Entering Robot City»                   | 3:05         |
| 22.                 | «The Pod Falls»                         | 0:51         |
| 23.                 | «They Capture Linda and Rick»           | 0:57         |
| 24.                 | «Hiding in the Woods»                   | 2:36         |
| 25.                 | «Katie's Video»                         | 1:52         |
| 26.                 | «Katie to the Rescue»                   | 2:03         |
| 27.                 | «Screwdriver Escape»                    | 1:47         |
| 28.                 | «Yub Tub»                               | 2:00         |
| 29.                 | «Linda Kicks Ass»                       | 1:35         |
| 30.                 | «Katie Explains»                        | 1:45         |
| 31.                 | «Katie and Rick Work Together»          | 2:17         |
| 32.                 | «I'm a Mitchell!»                       | 0:44         |
| 33.                 | «Humanity Is Saved»                     | 1:17         |
| 34.                 | «Katie's Dead»                          | 0:56         |
| 35.                 | «Arriving at College»                   | 2:32         |
| 36.                 | «On My Way» (исполнитель — Алекс Лейхи) | 3:05         |
| Общая длительность: | Общая длительность:                     | 64:35        |

## Дополнительная музыка
Песни, которые звучат в фильме, но не включены в саундтрек:
- The Mae Shi — «Lamb and the Lion»
- Los Campesinos! — «Death to Los Campesinos!»
- Bangs — «I Want More»
- Daniwell — «Nyan Cat»
- T.I. — «Live Your Life»
- Граймс — «California»
- Sigur Rós — «Hoppípolla»
- Sigur Rós — «Inní mér syngur vitleysingur»
- Talking Heads — «(Nothing But) Flowers»
- Алекс Лейхи — «Every Day’s the Weekend»
- PRTY H3RO — «Life of the Party»
- Madeon — «Icarus»
- Иоганн Штраус — «На прекрасном голубом Дунае»
- Swinging Doors — «Another Lonely Hangover»
- Трэвис Уайтлоу — «He Was Strange (But I Needed a Ride)»
- Le Tigre — «On the Verge»
- Томоясу Хотэй — «Battle Without Honor or Humanity»
- Was (Not Was) — «Walk the Dinosaur»
- TEMPURA KIDZ — «Dreamy Wonder»
- Куинси Джонс — «Ironside»
- Los Campesinos! — «Broken Heartbeats Sound Like Breakbeats»

## Чарты
| Чарт (2021)                      | Высшая позиция |
| -------------------------------- | -------------- |
| UK Indie Chart (OCC)             | 24             |
| UK Albums Chart (OCC)            | 11             |
| US Billboard 200                 | 89             |
| US Soundtrack Albums (Billboard) | 23             |